# William M. Colmer

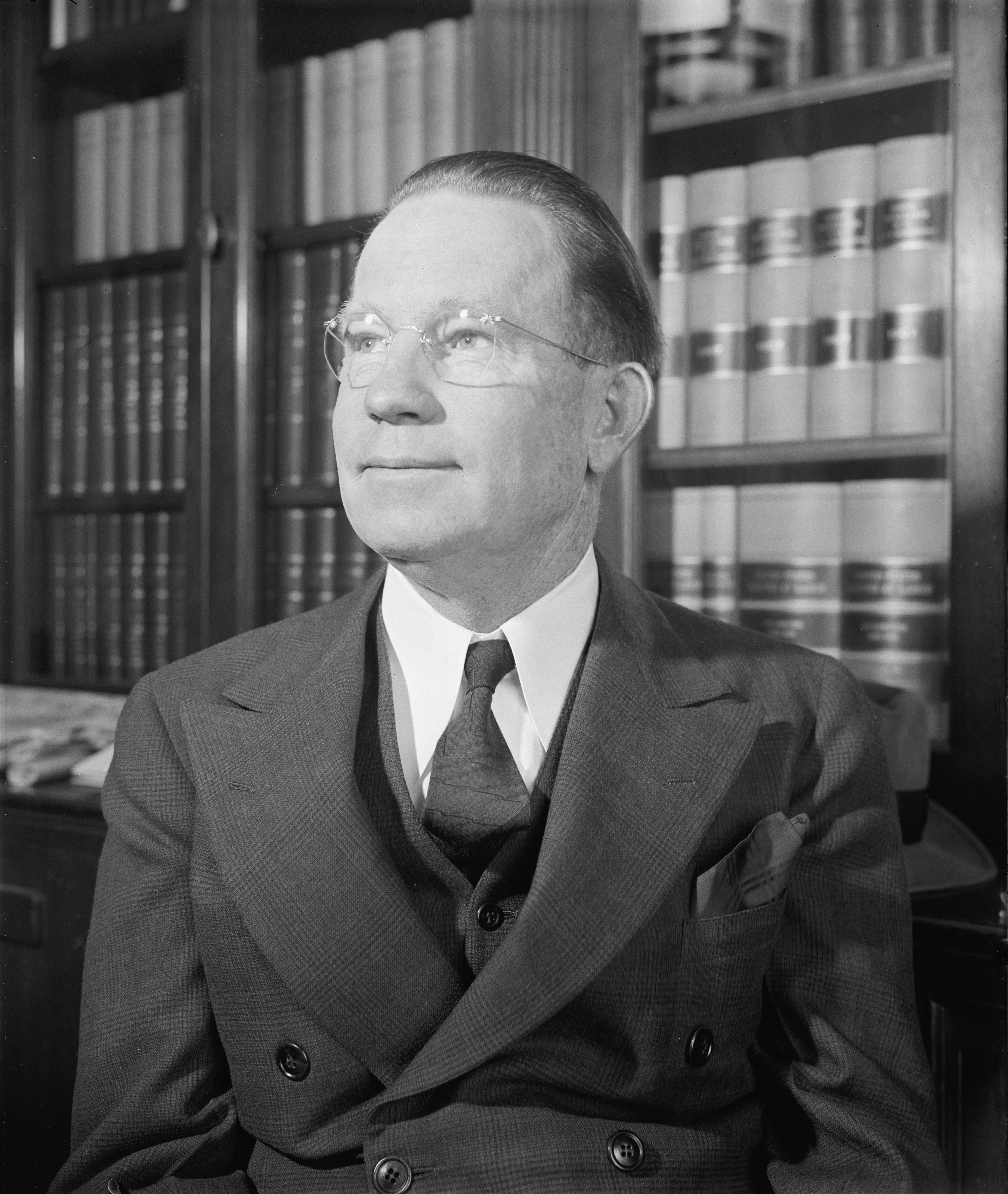
William M. Colmer, 1940

William Meyers Colmer (* 11. Februar 1890 in Moss Point, Mississippi; † 9. September 1980 in Pascagoula, Mississippi) war ein US-amerikanischer Politiker und vertrat den Bundesstaat Mississippi als Abgeordneter im US-Repräsentantenhaus.

## Werdegang
William Meyers Colmer wurde am 11. Februar 1890 in Moss Point, Mississippi geboren, wo er das Millsaps College besuchte. Während des Ersten Weltkriegs diente er in der Armee. Nach dem Krieg wurde Colmer 1921 zum Staatsanwalt von Jackson County, Mississippi gewählt und 1928 zum Bezirksstaatsanwalt. Colmer wurde 1932 als Demokrat für den 6. Mississippi Bezirk in das US-Repräsentantenhaus gewählt. Danach wurde er noch neunzehn weitere Male wiedergewählt. Sein Bezirk wurde nach dem 1960 Census in den 5. umbenannt, als Mississippi aufgrund sinkender Bevölkerungszahl einen Kongresssitz verlor.
Ursprünglich als Befürworter des New Deals gewählt, wurde Colmer mit zunehmenden Jahren immer mehr und mehr konservativer, insbesondere als die Demokraten wohlwollender gegenüber den Bürgerrechten wurden. Nach dem "Brown v. Board of Education" - Urteil beteiligte sich Colmer 1956 an der Verfassung des Southern Manifesto, ein Schreiben, das sich gegen die Rassenintegration an öffentlichen Einrichtungen aussprach. Des Weiteren war er Befürworter Richard Nixons für die Präsidentschaft 1960, 1968 und 1972, sowie Barry Goldwaters 1964. Trotz seines starken Widerstandes gegenüber der Rassenintegration, war er der Vorsitzende des Rules Committees zwischen 1967 und 1973.
Danach entschloss sich Colmer 1972 nicht noch einmal für eine Wiederwahl zu kandidieren. Er empfahl seinen Verwaltungsassistenten Trent Lott als seinen Nachfolger, obgleich Lott ein Republikaner war. Colmer diente länger in beiden Kongressen, als sonst einer vor ihm in der Mississippi Geschichte, mit einer Ausnahme Jamie Whitten, die 54 Jahre im Kongress war.
William Meyers Colmer verstarb am 9. September 1980 auf seinem Anwesen in Pascagoula, Mississippi. Er wurde auf dem Machpelah Cemetery in Pascagoula, Mississippi beerdigt.